# Stary Myszyniec (gmina)
Stary Myszyniec (następnie Myszyniec) – dawna gmina wiejska istniejąca do 1868 roku w guberni łomżyńskiej. Siedzibą władz gminy był Stary Myszyniec (od 2008 nazwa Myszyniec Stary).
Za Królestwa Polskiego gmina Stary Myszyniec należała do powiatu ostrołęckiego w guberni łomżyńskiej.
Gminę zniesiono w 1868 roku, a z jej obszaru powstała gmina Myszyniec.